# Flabellopora acuta
Flabellopora acuta är en mossdjursart som beskrevs av Canu och Bassler 1929. Flabellopora acuta ingår i släktet Flabellopora och familjen Biporidae. Inga underarter finns listade i Catalogue of Life.